# ورا وانچورووا
ورا وانچورووا (چکی: Věra Vančurová؛ زادهٔ ۱۷ سپتامبر ۱۹۳۲) ژیمناست هنری اهل جمهوری چک بود.